# Molly McGill
Molly McGill née le 30 juin 2001 à Glebe, est une coureuse cycliste australienne, spécialisée de la vitesse sur piste et du BMX.

## Biographie
En octobre 2024, elle décroche le bronze sur la vitesse par équipes des mondiaux sur piste de Ballerup.

## Palmarès sur piste

### Championnats du monde
| Édition / Épreuve | Vitesse par équipes |
| Ballerup 2024     | Bronze              |

### Championnats d'Océanie
| Édition / Épreuve | 500 mètres | Keirin | Vitesse individuelle | Vitesse par équipes |
| Brisbane 2022     | 6e         |        |                      | Bronze              |
| Brisbane 2023     | 5e         | 9e     | 8e                   | Or                  |
| Cambridge 2024    | 4e         | 7e     | 4e                   | Or                  |

### Championnats nationaux
- 2022
  -  Championne d'Australie de vitesse par équipes
- 2023
  -  Championne d'Australie de vitesse par équipes

## Palmarès en BMX
- 2018
  -  Médaillée d'argent du championnats d'Océanie de BMX juniors